# 水洞站 (咸鏡南道)
水洞站（韓語：수동역）是朝鮮民主主義人民共和國咸鏡南道水洞郡的一個鐵路車站，属于高原煤矿线。

## 邻近车站
高原煤矿线
屯田站 - 水洞站 - 德寺站